# Wolfgang Hansson
Hans Wolfgang Michael Hansson, född 17 september 1956 i Falköping, är en svensk journalist som arbetar som USA- och utrikeskorrespondent för Aftonbladet. Han har varit utrikeskorrespondent från London, Bangkok och New York samt skrivit böcker om terrorism.

## Artiklar och krönikor (ett urval)

### För Aftonbladet

#### 2000-2016
2009 skrev han en krönika om migration,  refererande till en FN-rapport där slutsatsen, enligt Hansson, är att migration är lönsamt för alla parter, såväl hemland som mottagarland och även för migranten själv.

#### Efter Donald Trumps tillträde som USA:s president i januari 2017
En stor del av artiklarna för Aftonbladet under 2017 har berört eller huvudsakligen handlat om Donald Trump. Under våren och sommaren har det han benämner som "Rysslandspåret", det vill säga kontakterna och relationerna mellan Trump-kampanjen och Ryssland varit ett återkommande tema. Hansson har skrivit om hur Donald Trump "hela tiden försökt bagatellisera den ryska inblandningen och hans egen kampanjs eventuella samarbete med Ryssland". Han har tagit upp det omdiskuterade mötet mellan Trumps son och den ryska advokaten Natalia Veselnitskaja som exempel på dessa rysskontakter och spekulerat i att det kan bli en rättssak av alltihop.. I andra krönikor har han kritiserat Trumps agerande gentemot Nordkorea (att han inte uteslutit användandet av kärnvapen) och kritiserat honom för att inte tydligt nog ta avstånd från högerextremism och Vit makt-rörelsen.

## Priser och utmärkelser
- 1993 – Guldspaden